# Seiichi Kawamura
Seiichi Kawamura  (? — 1946) foi um micologista japones.